# Cayon Rockets Football Club
Le Cayon Rockets Football Club est un club de football de la B-Mobile SKNFA Premier League, basé à Cayon, sur l'île de Saint-Christophe. Il joue ses rencontres à domicile au Warner Park de Basseterre.

## Repères historiques
Cayon Rockets remporte son premier titre national en 2002 avec un doublé historique Coupe et championnat. Ce titre est historique puisque c'est la première fois qu'une équipe basée hors de Basseterre est sacrée championne de Saint-Christophe. Son palmarès compte actuellement trois titres de champions et deux Coupes nationales.
Malgré son palmarès, le club ne participe pour la première fois à une compétition continentale qu'en 2018, lors du Championnat des clubs caribéens, car la fédération christophienne n'a que ponctuellement aligné des formations lors des rencontres internationales. Il dispute trois rencontres en poule, pour un bilan d'un match nul (face au RKSV Centro Dominguito de Curaçao) et deux défaites, contre les Martiniquais du Club franciscain et le Bodden Town FC des îles Caïmans.

## Palmarès
- Championnat de Saint-Christophe-et-Niévès (3)
  - Champion : 2002, 2016, 2017

- Coupe de Saint-Christophe-et-Niévès (2)
  - Vainqueur : 2001, 2017

- SKNFA President's Cup (1)
  - Vainqueur : 2017